# Nils Gunnar Henriksson
Nils Gunnar Henriksson (* 7. Januar 1920 in Sundsvall; † 10. März 1999 in Lund) war ein schwedischer Mediziner, Hochschullehrer und Autor.

## Leben
Henriksson wuchs in Sundsvall auf. Als junger Arzt an der Abteilung für Oto-Rhino-Laryngologie an der Universität Lund erforschte er die Bewegung der Augen, da zu jener Zeit die elektronische Messung der Augenbewegung gerade aufgekommen war. Mit den Ergebnissen seiner Forschungen wurde er durch Leonard Barend Willem Jongkees (1912–2002) promoviert und ging an die Laboratorien von Cesar Fernandez an der University of Chicago.
Zurück in Lund setzte er seine Forschungsarbeiten fort und entwickelte den „Electric Romberg-Test“, der später an den Kliniken Skandinaviens üblich wurde.
Zwei Generationen skandinavischer Otolaryngologen erlebten ihn als Hochschullehrer an der Universität Lund.